# Edward Bearcroft
Edward Bearcroft, KC (30 avril 1737 - 20 novembre 1796) est un avocat, juge et homme politique anglais.

## Origines
Né le 30 avril 1737, il est le deuxième fils du révérend Philip Bearcroft, prédicateur, puis maître de la Chartreuse de Londres, et sa première épouse, née Elizabeth Lovegrove. Éduqué à Charterhouse School jusqu'en 1752, il se rend ensuite à Peterhouse, à Cambridge. En 1754, il entreprend des études juridiques au Inner Temple. Il est admis au barreau le 24 novembre 1758.

## Carrière juridique
Il construit une pratique lucrative en tant qu'avocat. En 1765, il est nommé avocat et régisseur des comptes auprès des gouverneurs de Charterhouse et Conseiller de la reine le 24 juillet 1772. A Inner Temple, il est conseiller en 1772, lecteur en 1780 et trésorier en 1781. Il comparait lors de grands procès. En 1778, il est l'avocat de la défense dans l'affaire R v. Baillie, où le capitaine Baillie est accusé de diffamation. En 1784, il est l'avocat de la poursuite une affaire à Shrewsbury contre William Davies Shipley, doyen de Asaph, pour diffamation séditieuse, maintenant connue sous le nom de " Cas du doyen de St Asaph".
En 1788, il est nommé Juge de Chester. Il occupe ce poste malgré une surdité croissante jusqu'à sa mort. En octobre 1794, il est l'un des avocats de la Couronne dans les procès pour trahison de 1794.

## Carrière politique
Il se présente sans succès à Worcester aux Élections générales britanniques de 1774, mais est élu député de Hindon en 1784. Son parrain parlementaire, William Thomas Beckford, lui propose ensuite le siège de Saltash, où il est élu en 1790 et le garde jusqu'à sa mort .
Au Parlement, il soutient l’administration de William Pitt le Jeune lorsqu’il n’est pas absent à siéger sur le circuit de Chester. Il se prononce contre la requête électorale de John Horne Tooke à Westminster du 9 décembre 1790, se déclare hostile à l'abrogation de la Test Act en Écosse en avril 1791, tente de définir la fonction des jurés dans les affaires de diffamation le 31 mai 1791, s'oppose à l'arrêt Farnham. Le 7 juin 1793, il s'oppose à un projet de loi visant à attaquer une propriété privée et, le 3 mars 1794, défend la pétition de Christopher Atkinson Saville.
Le 28 juillet 1795, il écrit à Pitt pour demander que son deuxième fils, Philip, soit nommé commissaire adjoint aux comptes au sein du personnel des forces britanniques à Saint-Domingue, aujourd'hui en Haïti ; cette demande est acceptée. Réélu en 1796, il meurt le 20 novembre 1796 à Northampton.

## Famille
Le 31 octobre 1758, il épouse Sarah Maria Molesworth, née le 27 octobre 1737, fille de l'honorable Hamilton Walter Molesworth et de son épouse Sarah Maria Skrine. Elle est décédée le 28 août 1759, laissant un fils, Edward. Il se remarie à Elizabeth Rogers, née en 1733, fille d’Edward Rogers, qui vivait à Newent et son épouse Elizabeth. Elle meurt le 13 octobre 1774, laissant une fille, Elizabeth, et un fils, Philip. Le 21 décembre 1778, il épouse Clare St George Wilson, née en 1748, fille d'Edmond Wilson résidant à Mortlake, et ils ont deux fils et trois filles. Elle lui survit et, le 30 janvier 1797, écrit à Pitt pour lui dire que l'argent de son mari a été versé à son fils aîné et que ses terres ont été dévolues à son deuxième fils, la laissant sans le sou avec cinq enfants. Le 9 mars 1800, elle reçoit une modeste pension gouvernementale de 200 livres par an.